# Gryżynka
Gryżynka – osada leśna w Polsce położona w województwie wielkopolskim, w powiecie kościańskim, w gminie Kościan.
W okresie Wielkiego Księstwa Poznańskiego (1815-1848) miejscowość wzmiankowana jako Gryżynka należała do wsi mniejszych w ówczesnym powiecie Kosten rejencji poznańskiej. Gryżynka należała do okręgu kościańskiego tego powiatu i stanowiła część majątku Gryżyna, który należał wówczas do Lossowa. Według spisu urzędowego z 1837 roku Gryżynka liczyła 28 mieszkańców, którzy zamieszkiwali 6 dymów (domostw).
W latach 1975–1998 miejscowość administracyjnie należała do województwa leszczyńskiego.